# 미국 마리화나당
미국 마리화나당(영어: United States Marijuana Party)은 마약에 대한 전쟁을 종식시키고 대마초를 합법화하기 위하여 지난 2002년 로레타 놀에 의해 설립된 미국의 대마초 정당이다. 대마초당의 정책은 자유지상주의자의 다른 사회적 입장들도 포함한다. 대마초당의 지부들은 8개 주에 산재해있고, 많은 국제 대마초 정당들과 제휴하고 있다.